# دراژیتسه (منطقه تابور)
دراژیتسه (به چکی: Dražice) یک منطقهٔ مسکونی در جمهوری چک است که در منطقه تابور واقع شده‌است. دراژیتسه ۱۲٫۹۷ کیلومتر مربع مساحت و ۸۰۰ نفر جمعیت دارد و ۴۶۵ متر بالاتر از سطح دریا واقع شده‌است.